# هوبره آسیایی
هوبره آسیایی (نام علمی: Chlamydotis macqueenii) پرندهٔ بزرگی از راستهٔ میش‌مرغ‌سانان است. زیستگاه این پرنده از شبه‌جزیره سینا گرفته تا قزاقستان و مغولستان ادامه دارد. هوبره پرنده‌ای نیمه‌مهاجر است. پرنده‌هایی که در مناطق سردسیر شمالی‌تر زندگی می‌کنند در فصل زمستان به نقاط گرم شبه‌جزیره عربستان و جنوب ایران و جنوب عراق و بلوچستان و جنوب غرب هند می‌آیند در قرن نوزدهم پرنده‌های راه‌گم‌کرده به‌طور اتفاقی در اروپا حتی در بریتانیا هم دیده می‌شدند. هوبره آسیایی و هوبره آفریقایی در گذشته یک گونه فرض می‌شدند اما اکنون دو گونه مستقل محسوب می‌شوند.
این پرنده زمانی در مناطق کویری و استپی جنوب آسیا بسیار فراوان بود اما شکار بی‌رویه با استفاده از بازهای شکاری، به ویژه بالابان و شاهین معمولی، تفنگ و تله‌گذاری این پرنده را تا آستانهٔ انقراض کامل پیش برد؛ تا اینکه در دهه ۱۹۷۰ تلاش‌های حفاظتی و ممنوعیت شکار در برخی نقاط توانست آن را از انقراض نجات دهد.
هوبره آسیایی در زیستگاه‌های بیابانی و مناطق خشک شنی زادوولد می‌کند. یک مطالعه در عربستان سعودی نشان داده که این‌گونه بسیار وابسته به پوشش گیاهی خوب به ویژه تعداد زیاد بوته‌های گیاه کبر است. یک مطالعه در نقاط استپی ایران هم نشان داده که محل آشیانه‌سازی در جایی انتخاب می‌شود که تراکم جمعیتی حشرات زیاد باشد.
از خانوادهٔ هوبره دو گونهٔ‌ی دیگر نیز در ایران زیست می‌کنند؛ زنگوله‌بال و میش‌مرغ. میش‌مرغ بزرگ‌ترین پرنده خشکی‌زی ایران است.

## ویژگی‌های ظاهری
طول بدنش از نوک منقار تا انتهای دم، حداکثر به ۶۵ سانتی‌متر و فاصله دو سر بال آن تا ۱۴۰ سانتیمتر می‌رسد. نر و ماده هوبره شبیه هم هستند، ولی نرها حدود ۱۰ درصد از ماده‌ها بزرگتر می‌باشند. هوبره نر دارای دمی نسبتاً بلند و بالهایی باریک در هنگام پرواز است. دو رشته پرهای زینتی سیاه و سفید در حاشیه گردن دارند که سیاهی آنها در پشت گردن به خوبی مشخص است. در هنگام پرواز آنها را با بدن عمدتاً سفید و نوک بال‌ها سیاه می‌توان تشخیص داد.
این پرنده از میش‌مرغ کوچکتر و از زنگوله‌بال بزرگتر است. از لحاظ ظاهری به بوقلمون ماده شباهت دارد، گردن و دم خرمایی رنگش دراز است.
هنگام پرواز پشت و پوشپرهای بال، به رنگ خاکی یکدست به‌نظر می‌آید. شاهپرهای سیاه بال دارای یک قسمت سفید رنگ در قاعده شاهپرهای نخستین می‌باشد ولی مقدار آن از سفیدی بالهای زنگوله‌بال و میش‌مرغ بسیار کمتر است. آهسته بال می‌زند و بالهایش دراز است.
در پرنده‌های نر دو رشته پرهای زینتی سیاه و سفید در حاشیه گردن دارند که سیاهی آنها در پشت گردن به خوبی مشخص است.
زمینه پر و بالشان خاکی رنگ است که در زیر بالها کم و بیش سفید می‌شود. سر و تاجی با رگه‌های سیاه و سفید بر زمینه‌ای خاکی رنگ دارند و بالای دمشان خاکستری با رگه‌های عرضی تیره‌تر است. نرهای نابالغ شبیه ماده به نظر می‌رسند، اما پرهای زینتی حاشیه گردن، اما در ماده‌ها کمتر است.

## پراکندگی و زیستگاه
هوبرهٔ آسیایی در خاور نزدیک، جنوب فلسطین و بیابان‌های سوریه، عراق، جنوب ارمنستان تا بلوچستان و افغانستان، جزایر شرقی، قناری، شمال آفریقا، عربستان، ترکستان روسیه و در شرق تا مغولستان پراکنده شده‌است. در پاییز و زمستان در اکثر مناطق بیابانی و نیمه بیابانی ایران دیده می‌شود. تخم‌گذاری آن‌ها در استان‌های تهران، کرمان، یزد، شیراز، خراسان رضوی و سمنان نیز گزارش شده‌است.
هوبره‌ها در دشت‌ها، تپه‌ماهورها، ریگ‌زارها، بیابان‌ها و نواحی کویری با بوته‌های پراکنده زندگی می‌کنند.

## رفتار و بوم‌شناسی

#### زادآوری
پرندهٔ ماده در لانهٔ خود، که روی زمین از گَوَن می‌سازد، هربار ۲ تا ۳ تخم می‌گذارد.

#### تغذیه
هوبره پرنده‌ای همه‌چیزخوار است و از حشرات و بی‌مهرگان دیگر، دانه و بذر گیاهان و توت‌ها تغذیه می‌کند. در زمان تولیدمثل بیشتر از حشرات و در بقیه سال بیشتر از گیاهان تغذیه می‌کند. آنها آب نمی‌نوشند و تمام آب مورد نیاز خود را از غذایشان به دست می‌آورند. در یک تحقیق مشخص شد میزان قابل توجهی از غذای هوبره‌ها را سوسک‌های شب‌رو تشکیل می‌دهند. هوبره با تغذیه از حشره‌ها و جانورانی مانند مارمولک و قورباغه، به تعادل جمعیت آن‌ها در طبیعت کمک می‌کند. این پرندگان با خوردن بذر گیاهان و دفع آن‌ها در مناطق دیگر، به انتشار دانه گیاهان یاری می‌رسانند.

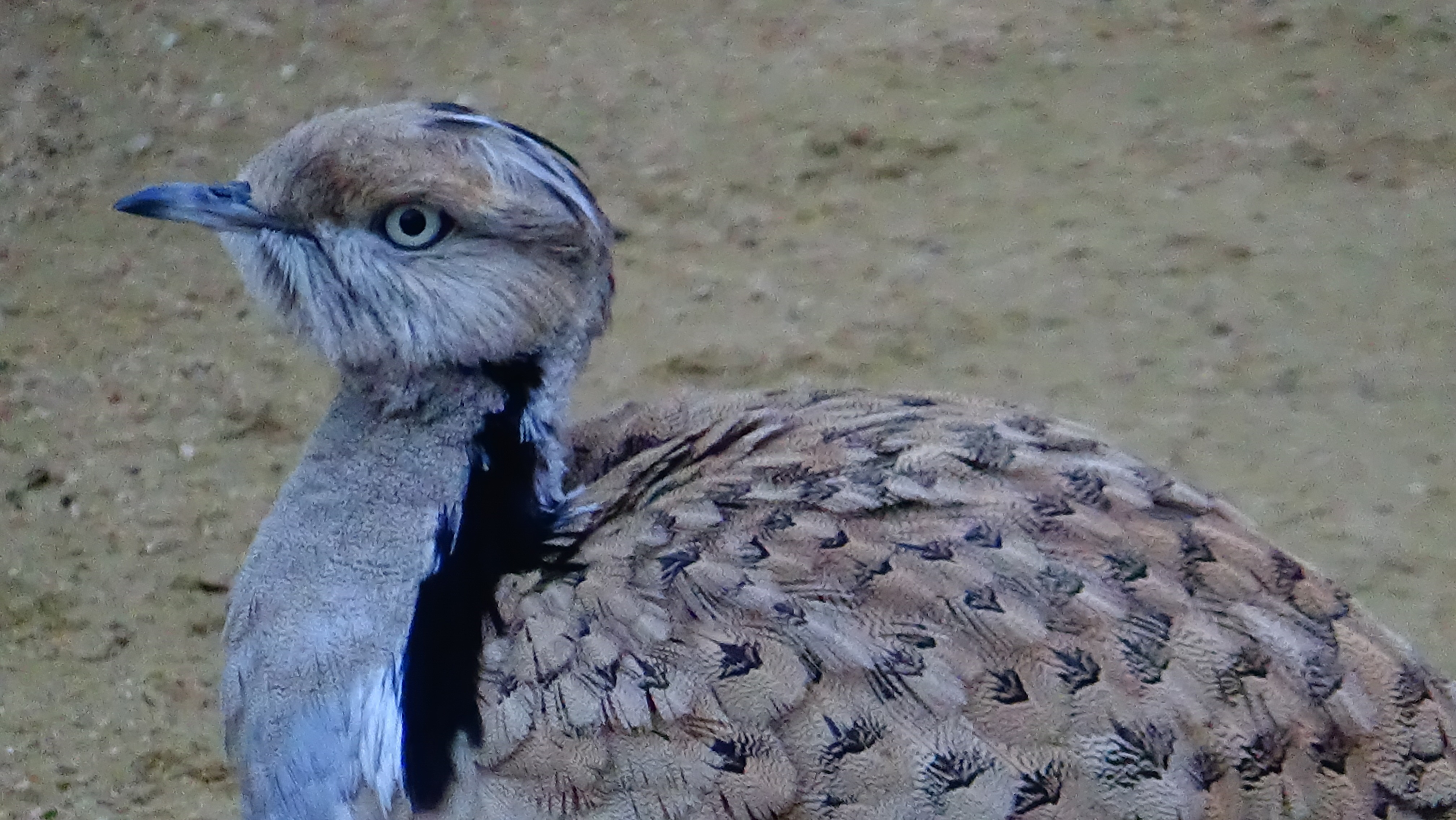
Ménagerie du jardin des plantes - Paris/France

#### استفاده از مدفوع برای دفاع از خود
هوبره از پرندگانی است که حتی وقتی احساس خطر می‌کند، ترجیح می‌دهد روی زمین راه برود یا بدود. رنگ بدن هوبره‌ها با رنگ زیست‌گاه آن‌ها تناسب زیادی دارد. به همین سبب، به‌خوبی می‌توانند خود را از دید دشمنان مخفی کنند. اگر در هنگام پرواز، یک پرندهٔ شکاری هوبره را تعقیب کند، این پرنده از روش جالبی برای دفاع از خود استفاده می‌کند. هوبره در این حالت، مدفوع چسبناک خود را مانند یک بمب به سمت پرندهٔ شکاری تعقیب کننده پرتاب می‌کند! این بمب طبیعی، که بسیار چسبناک است، پر و بال پرندهٔ شکاری را به‌هم می‌چسباند و مانع ادامهٔ پرواز آن می‌شود.

## شکار و خطر انقراض

#### سنت شکار در کشورهای عربی
در کشورهای عربی، سنت دیرینه‌ای برای شکار هوبره وجود دارد. ساکنان این کشورها، پرندگان شکاری را برای شکار هوبره تربیت می‌کنند. تعداد هوبره‌ها در این کشورها کاهش چشمگیری یافته و قاچاق این پرنده به این کشورها افزایش یافته‌است. قاچاقچیان هوبره، تخم یا خود این پرنده را از ایران به کشورهای عربی می‌برند و می‌فروشند.
امروزه در پاکستان شکار هوبره ممنوع است امّا برای خانواده‌های سلطنتی کشورهای حوزهٔ خلیج فارس مجوز خاص صادر می‌شود. این مجوزها برای شکار حداکثر ۱۰۰ هوبره در خارج از مناطق حفاظت‌شده صادر می‌شود امّا برخی اوقات تعداد شکار از این تعداد بیشتر می‌شود.
در آوریل سال ۲۰۱۴ فهد بن سلطان شاهزاده سعودی در یک شکار ۲۱ روزه به تنهایی ۱۹۷۷ هوبره را در بلوچستان پاکستان شکار کرد. در این ایالت هوبره «پرنده ملی» اعلام شده‌است. بقیه اعضای گروه همراه او هم ۱۲۳ هوبره شکار کردند تا تعداد کل آنها به ۲۱۰۰ برسد که معادل ۲ درصد کل جمعیت هوبره‌های باقی‌مانده دنیاست.
در گذشته شکار هوبره در هند بریتانیا هم بسیار رایج بود که به شکل سنتی از روی شتر انجام می‌شد. استفاده از ماشین‌های جیپ و تفنگ موجب افزایش شکار و کاهش شدید جمعیت این گونه در هند شد.
بین سال‌های ۱۹۹۸ تا ۲۰۰۱ جمعیت هوبره در چین ۶۳ درصد، در قزاقستان ۶۰ درصد، و در عمان ۵۰ درصد کاهش داشته‌است. میزان کاهش جمعیت در ده سال منتهی به سال ۲۰۰۴ در کل آسیا حدود ۲۷ تا ۳۰ درصد برآورده شده‌است.

#### تکثیر در اسارت
از دهه ۱۹۹۰ مرکزی برای تکثیر در اسارت این پرنده در عربستان تأسیس شده‌است. این پرنده تنها نوع هوبره است که تکثیر در اسارات آن موفقیت‌آمیز بوده‌است. ابتدا تخم‌ها جمع‌آوری شده و در مرکز پرورش داده می‌شدند اما اکنون این کار با تلقیح مصنوعی پرنده‌های ماده انجام می‌شود. با این حال ضعف ژنتیکی پرنده‌هایی که در اسارت تولید می‌شوند موجب می‌شود تا در مقابل بیماری‌ها کمتر مقاوم باشند.

#### عوامل دیگر کاهش جمعیت
این پرنده به جز شکار بسیار گسترده با تهدیدهای دیگری هم روبروست. هوبره در زمان آشیانه‌سازی و زاد و ولد نسبت به مزاحمت انسان و دام‌ها بسیار حساس است. گسترش کشاورزی و ساخت جاده‌ها و دکل‌های برق نیز عامل دیگری است که به مرگ بسیاری از هوبره‌ها و تضعیف زیستگاه‌های نیمه‌بیابانی منجر می‌شود.